# Epilissus genieri
Epilissus genieri là một loài bọ cánh cứng trong họ Bọ hung (Scarabaeidae).